# Oberhasel (Uhlstädt-Kirchhasel)
Oberhasel ist ein Ortsteil der Gemeinde Uhlstädt-Kirchhasel im Landkreis Saalfeld-Rudolstadt in Thüringen.

## Lage
Der Ort liegt mit seinen etwa 100 Einwohnern nordwestlich von Kirchhasel und bildet den Eingang zum Hirschgrund.

## Geschichte
Oberhasel wurde 1349 erstmals urkundlich erwähnt als „ubirn hasela“. Das bereits vor 1500 erbaute Gotteshaus diente als Pfarrkirche.
Am 1. Juli 1950 wurde Oberhasel in die Gemeinde Kirchhasel eingegliedert.